# Athyrium atomarium
Athyrium atomarium là một loài thực vật có mạch trong họ Woodsiaceae. Loài này được (Willd.) C. Presl miêu tả khoa học đầu tiên năm 1825.